# Кендалвилл (Индиана)
Кендалвилл (англ. Kendallville) — город в тауншипе Уэйн в округе Нобл в штате Индиана в Соединённых Штатах Америки.
Согласно данным переписи населения США 2020 года число жителей города 
составляло 10 271 человек, что, для такого небольшого населённого пункта, существенно больше, чем было во время предыдущей переписи проводившейся в 2010 году (9 862 человека).

## История
Кендалвилл был основан в 1849 году, а отделение Почтовой службы США работало в этом районе с 1837 года. 

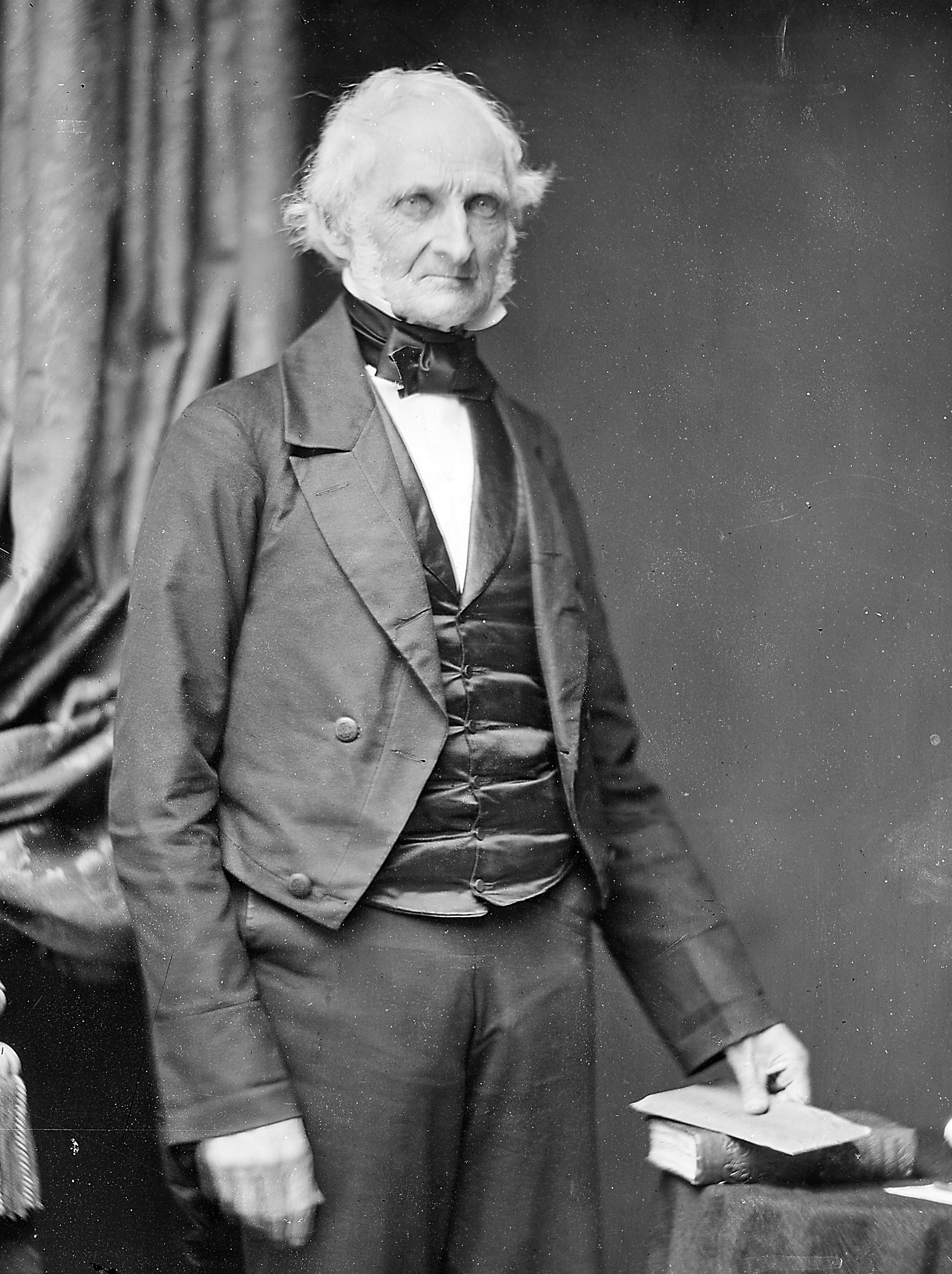
Кендалл, Амос

Город был назван в честь генерального почтмейстера США Амоса Кендалла (1789—1869).
Один из кварталов города и даунтаун Кендалвилла были занесены в Национальный реестр исторических мест США.
14 июля 1992 года на Кендаллвилл обрушился мощный (F2) торнадо. Городские аварийные сирены не звучали; торнадо сформировалось так быстро и в такой близости от города, что у городских властей не было возможности их активировать до удара стихии. Кроме того, метеорологический радар не смог обнаружить циркуляцию из-за ее относительно небольшой ширины для торнадо такой интенсивности. 28 человек получили ранения; был разрушен 31 дом.
В 2020 году, с населением 10 271 человек, Кендалвилл стал крупнейшим городом округа.

## География
Согласно данным Бюро переписи населения США общая площадь Кендалвилла составляет 6,264 квадратных миль (16,22 км2), из которых 6,04 квадратных миль (15,64 км2 или 96,42%) — это суша и 0,224 квадратных мили (0,58 км2 или 3,58%) приходится на водную поверхность.